# Organizador de bodas

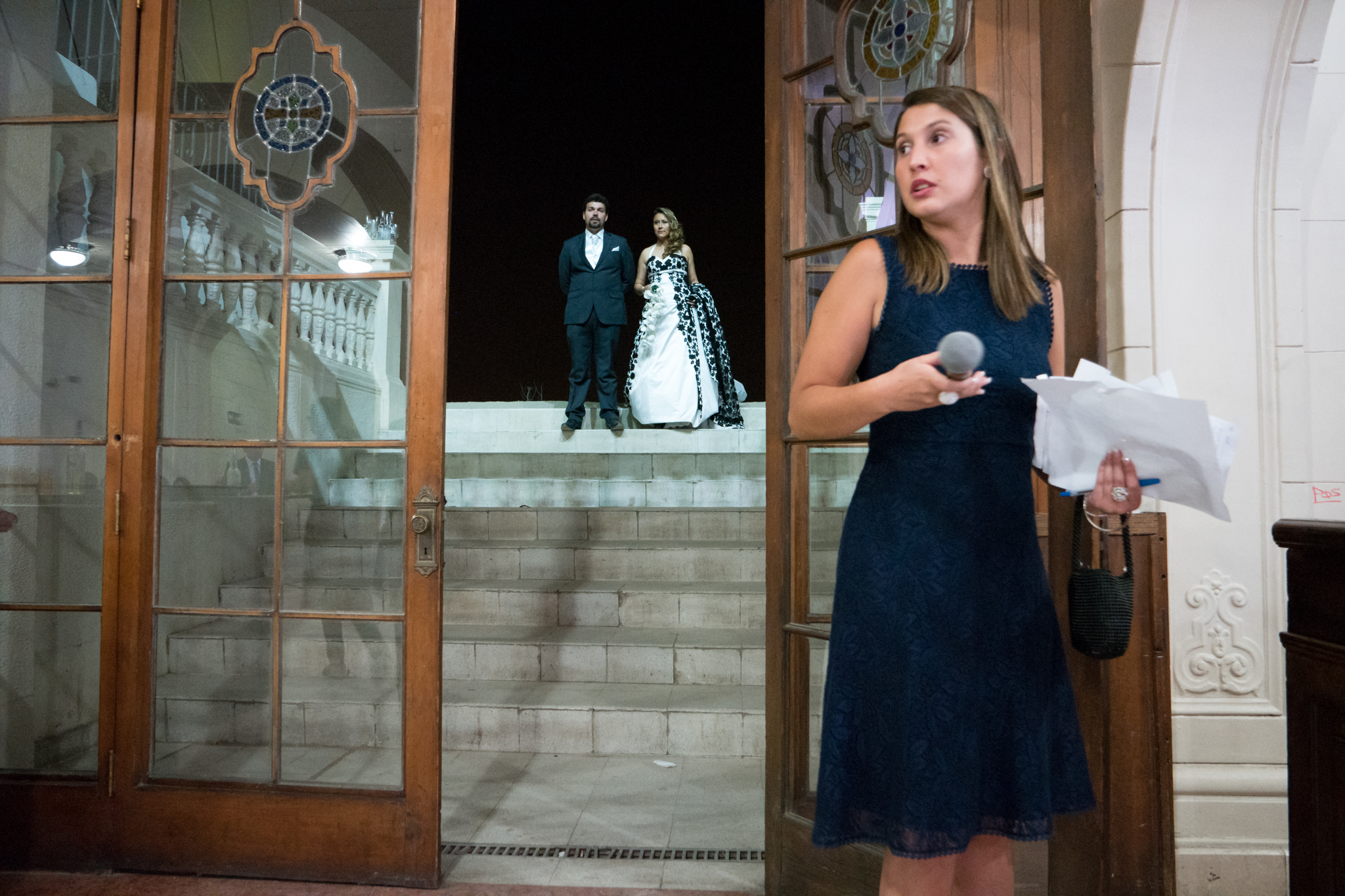
Una organizadora de bodas en un evento nupcial en Chile

Un organizador de bodas es un profesional que se dedica a asistir a un cliente con el diseño, planificación y gestión de su boda. En ocasiones las parejas contratan a este profesional para que les realice la organización integral de toda la boda o solo para que les ayude con aspectos concretos. Por ejemplo, una pareja que disponga de poco tiempo libre para buscar salones de bodas o proveedores de servicios podría recurrir a un organizador de bodas. 

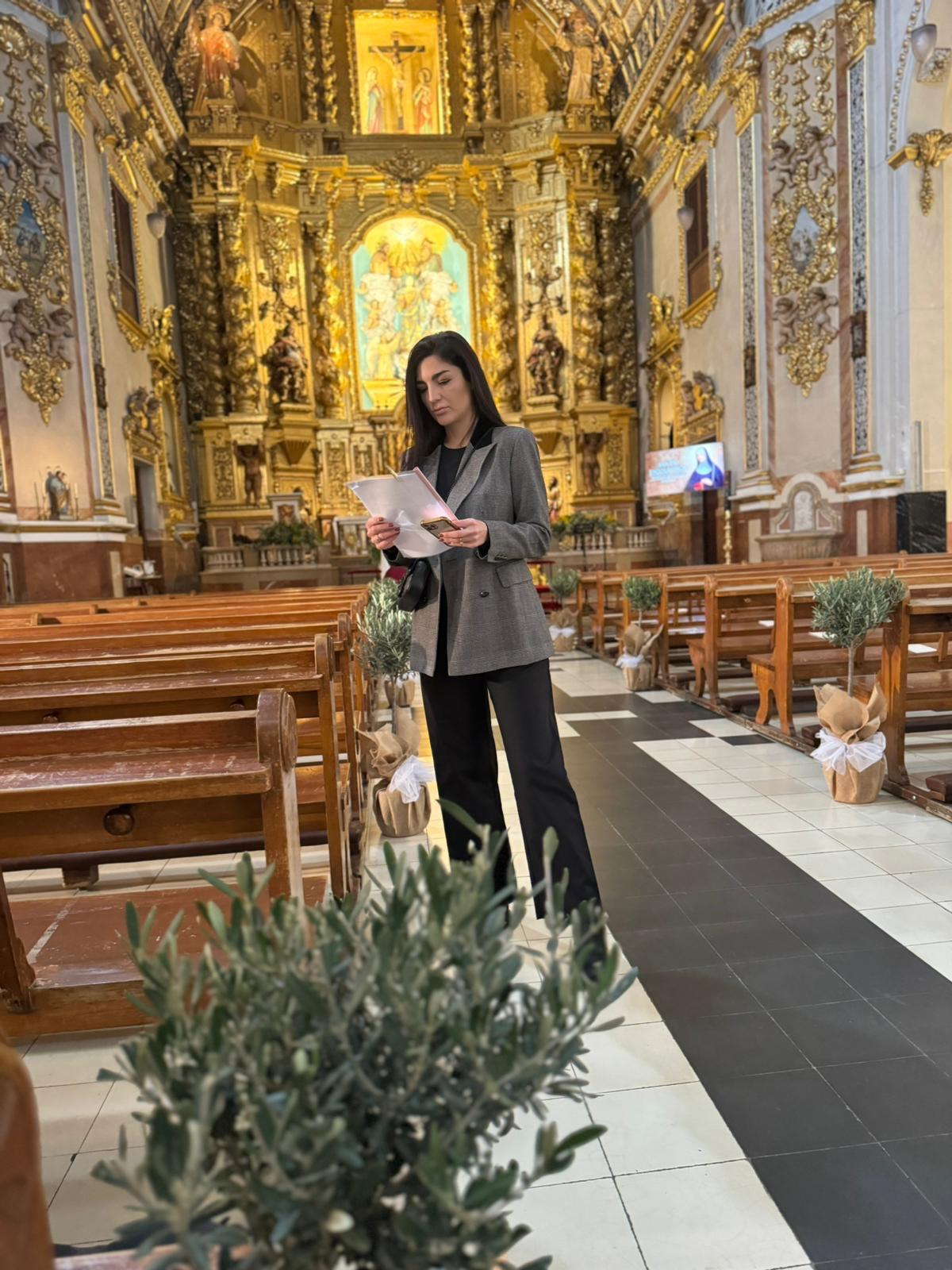
Organizadora de bodas - Lola Ribas

## Mercado
Podemos encontrar organizadores de bodas en todo el mundo, aunque la mayor industria se encuentra en América del Norte, Europa, China, Japón, Sudeste de Asia, India y América Central y del Sur.
Una encuesta realizada en 2012 sobre una muestra de 12.000 novios, reveló que existe una gran variabilidad en la demanda de organizadores de bodas entre diferentes países. Por ejemplo, en España y en México, el 16% de las parejas recurren a un organizador de bodas, mientras que en Brasil son un 50%, y en Alemania y Francia solo son un 5%.

## Formación
Existen una variedad de cursos específicos (e incluso máster) para formar a profesionales de la organización de bodas.

También existe formación oficial más general, como un grado o un máster en Protocolo y Organización de Eventos.Otra opción es estudiar una Licenciatura en Turismo. Esta profesión posee una amplia gama de conocimientos en el segmento de Turismo de reuniones y Bodas de destino. El turismólogo es capaz de planificar y coordinar todo tipo de eventos, desde conferencias y ferias, hasta bodas y conciertos. Los Licenciados en Turismo desarrollan habilidades de liderazgo fundamentales para lograr un buen trabajo en equipo y realizar eventos memorables.Una carrera en gastronomía o relaciones públicas también es muy recomendable.

## Costes
Estos profesionales pueden cobrar una tarifa fija, o a través de comisiones (porcentaje) de los servicios contratados para la boda, o por ambas vías al mismo tiempo.
El coste de la contratación de un organizador de bodas suele variar en función del número de invitados y de la complejidad de la boda. En España, este profesional puede cobrar desde 1.500 € para una boda de 100 invitados con ceremonia en una iglesia o un juzgado, hasta varios miles de euros cuando la boda se celebra en lugares especiales como una playa o recintos más exclusivos.
Cada Wedding Planner cuenta con precios fijados según el lugar de celebración de cada boda.

## Bodas en el extranjero
Las parejas también contratan a estos profesionales cuando desean festejar su boda en el extranjero, a donde los invitados deben viajar, y cuya correspondiente documentación y burocracia pueden ser tediosas. El país extranjero donde se celebre la boda podría requerir diferentes trámites en función de la nacionalidad de cada uno de los novios. Por ejemplo, los ciudadanos estadounidenses que se casan en Italia necesitan la Nulla Osta (declaración jurada ante el consulado de EE.UU. en Italia), además de un Atto Notorio (afidávit ante el consulado italiano en EE. UU. o un tribunal en Italia) y la legalización de estos. En cambio, algunos países tienen acuerdos y la pareja puede obtener sus certificados de ausencia de impedimentos en su registrador local y hacer que el consulado en el país de la boda los traduzca. Un organizador de bodas local podría encargarse de estas gestiones.

## Servicios
Entre los servicios que un organizador de bodas puede proporcionar encontramos:
- Entrevista a la pareja y a los padres para identificar sus necesidades.
- Elaboración del presupuesto.
- Diseño y estilo del evento.
- Exploración y selección de ubicaciones.
- Sesiones fotográficas.
- Elaboración de la lista de invitados.
- Identificación de lugares (venues) para bodas (hoteles, salones de fiestas, ceremonia, iglesia, templos, etc.).
- Selección y contratación de profesionales y proveedores de servicios (fotógrafos, cámaras, esteticistas, floristerías, repostería, comidas, bebidas, etc.) y preparación y gestión de contratos.
- Negociación de los presupuestos con todos los proveedores involucrados.
- Adquisición de decoraciones personalizadas, por ejemplo un mapa de viaje.
- Coordinación de entregas y de servicios el día de la boda.
- Preparación de planes de contingencia en caso de problemas.
- Realización de la programación del evento (a veces usando software).
- Preparación de la documentación legal y las traducciones, especialmente para bodas realizadas en el extranjero.
- Diseño de la disposición de las distintas zonas del evento (pista de baile, zona de aperitivos, mesas, sillas, salones, etc.).
- Reuniones informativas del evento para los proveedores (por ejemplo para fijar detalles y horarios).
- Coordinación y seguimiento el día de la boda, y sesiones previas a la boda.
- Diseño de invitaciones y recuerdos de boda.
- Reservación de hospedaje y transporte tanto para los novios como sus invitados.
- Trámites para matrimonio civil.
- Venta de seguros para bodas y eventos.

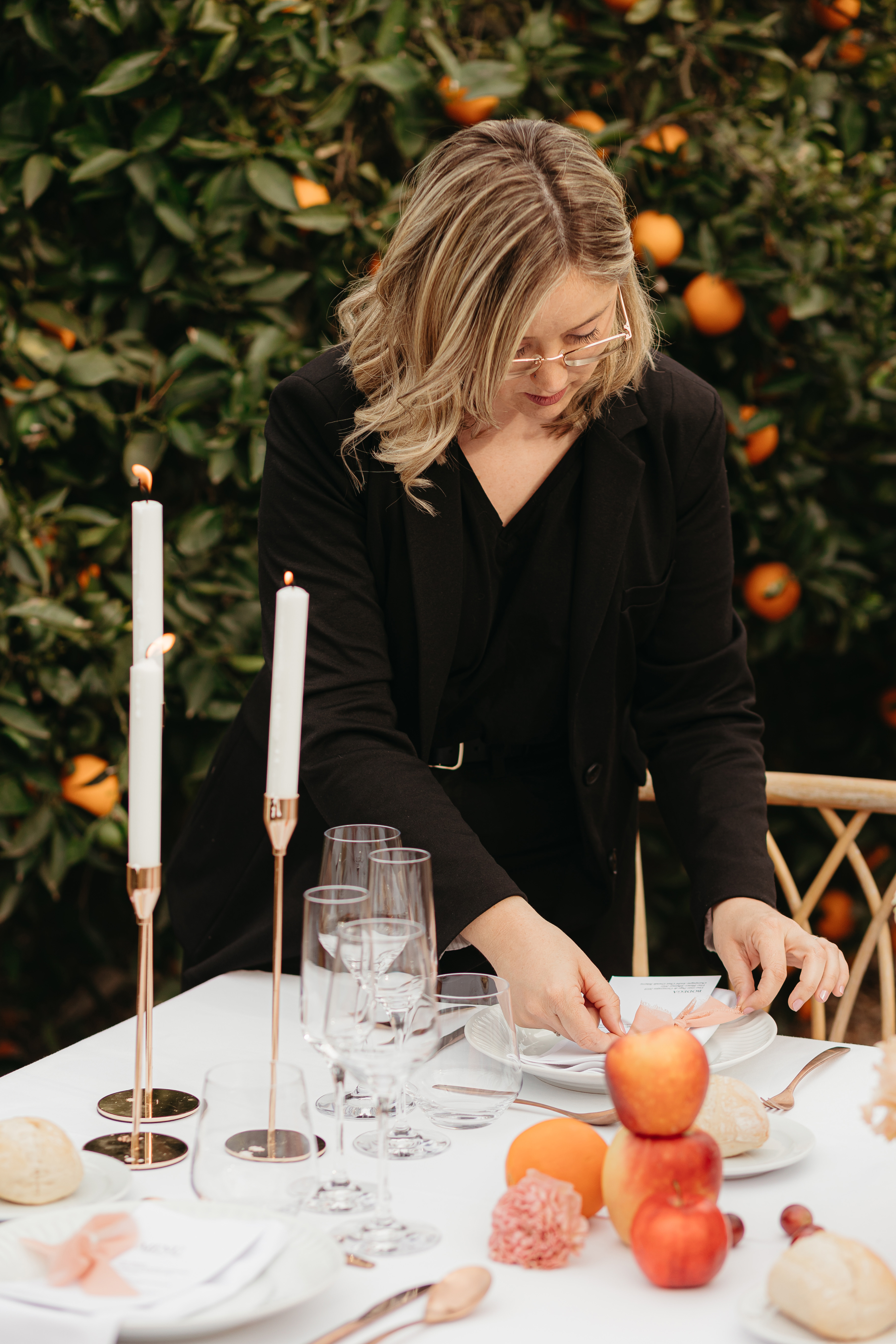
Eva Rivas de Imagina el Momento colocando detalles en una mesa nupcial en una boda en Mallorca

## Premios
Los mejores organizadores de bodas del mundo son premiados cada año en una categoría especial dentro de los International Bridal Awards que organiza la revista Elle. En 2020 celebraron su cuarta edición.

## En la cultura popular
En 2013 se emitió en Telecinco el programa de televisión Las bodas de Sálvame. Se trataba de una secuela del programa Sálvame, presentado por Kiko Hernández y Carmen Alcayde. En cada programa se celebraba un boda y las parejas contaban con el asesoramiento de una organizadora de bodas que les ayudaba y orientaba.
La comedia de 2001 The Wedding Planner con Jennifer Lopez y Matthew McConaughey trata sobre la ajetreada vida de una organizadora de bodas que se enamora de uno de sus clientes. Además, han surgido muchos programas de televisión sobre la organización de bodas, como Say Yes to the Dress de TLC. Este es un programa de telerrealidad que sigue a las novias mientras compran en el prestigioso Kleinfeld's su vestido de novia perfecto. Otro programa es My Fair Wedding con el famoso organizador de fiestas David Tutera.
Más recientemente, la película de Bollywood Band Baaja Baaraat trata sobre organizadores de bodas que se enamoran. Ranveer Singh hizo su debut con esta película y ganó el premio al Mejor Debutante en varias nominaciones. La película tuvo una exitosa carrera en los cines.
El drama televisivo de Hong Kong de 2011 Only You cuenta las historias de una agencia ficticia de servicios para bodas y de sus clientes.